# Phyllophaga cristobala
Phyllophaga cristobala är en skalbaggsart som beskrevs av Saylor 1942. Phyllophaga cristobala ingår i släktet Phyllophaga och familjen Melolonthidae. Inga underarter finns listade i Catalogue of Life.